# Amando
Amando (em latim: Amandus) foi um líder rebelde romano do século III, ativo durante o reinado dos imperadores Maximiano (r. 285-308; 310) e Diocleciano (r. 283–305).

## Vida

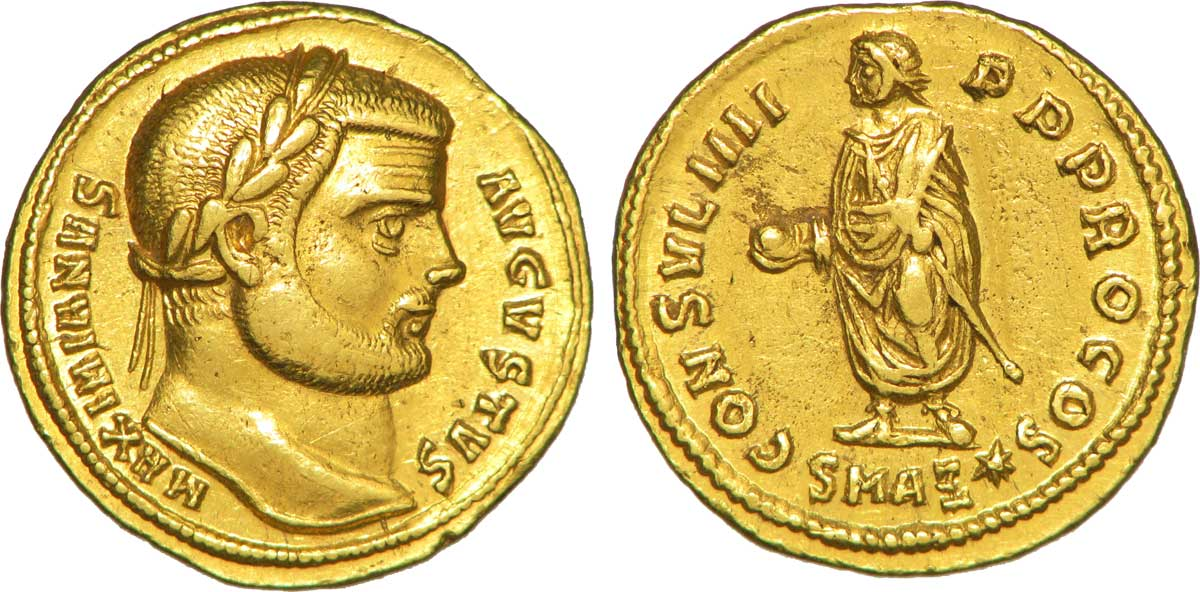
Áureo de Maximiano (r. 285-308; 310) emitido em Antioquia ca. 294-295

Amando aparece nos registros em 285 ou 286, quando comandou, ao lado de Eliano, os bagaudas da Gália, um contingente de camponeses gauleses insurgentes. Diz-se que foi elevado a púrpura por seus companheiros, mas é incerto se adotou o título de césar ou augusto. Em 286, contudo, foi derrotado por Maximiano e Caráusio (r. 286–293). O historiador David Woods em um artigo de 2001 alegou ser possível associá-lo ao almirante Abanto/Amando que esteve ativo sob Licínio (r. 308–324).
Algumas moedas com a inscrição "Imperador César Caio Amando Pio Félix Augusto" (em latim: Imperator Caesar Gaius Amandus Pius Felix Augustus) e "Imperador S. Amando Pio Félix Augusto" (em latim: Imp. S. Amandus p. f. Aug.) foram consideradas como parte da cunhagem de Amando, porém atualmente é consensual que tais exemplares são falsificações renascentistas inspiradas nesta figura histórica.